# Ark (소프트웨어)
Ark(아크)는 KDE가 개발한 파일 아카이버이자 압축 프로그램으로, KDE 애플리케이션 소프트웨어 번들에 포함되어 있다. 다양한 공통 아카이브와 압축 포맷(ZIP, 7z, RAR, LHA, Tar)을 지원한다. Gzip, Bzip2, lzip, xz 등 압축 및 무압축 파일도 지원한다.

## 같이 보기
- 압축 소프트웨어의 비교